# P. C. Hodgell
Patricia Christine Hodgell (Des Moines, 16 marzo 1951) è una scrittrice statunitense di narrativa fantasy.

## Carriera accademica
Hodgell ha conseguito presso l'Università del Minnesota un master in letteratura inglese e un dottorato di ricerca in letteratura inglese del XIX secolo, con tesi di dottorato sull'Ivanhoe di Sir Walter Scott discussa nel 1987; ha inoltre seguito due dei più noti corsi sulla scrittura di narrativa fantastica proposti dal sistema universitario statunitense, il Clarion Workshop e il Milford Writer's Workshops. Presso l'Università del Minnesota, ha realizzato un corso sulla letteratura fantasy e fantascientifica erogato in modalità asincrona tramite audiocassetta; successivamente ha insegnato al Dipartimento di lingua e letteratura inglese dell'Università del Wisconsin presso la sede di Oshkosh. Nel 2006 si è ritirata dall'accademia per intraprendere la carriera di scrittrice a tempo pieno. 

## Carriera letteraria
Tutte le opere di Hodgell appartengono a un'unica serie high fantasy intitolata Cronache di Kencyrath (Chronicles of the Kencyrath) cui l'autrice ha iniziato a lavorare durante i propri studi universitari, componendo nei primi anni 1980 alcuni racconti preparatori e successivamente due romanzi; il ciclo rimase sostanzialmente in sospeso fra gli anni Novanta e Duemila, perché entrambi gli editori che ne avevano acquisito i diritti fallirono in rapida successione pubblicando un unico romanzo ciascuno, ma verso il 2010 l'autrice ha stipulato un contratto con la casa editrice Baen Books e ha potuto sia ristampare i primi quattro romanzi della saga sia pubblicare nuovi episodi a ritmo circa triennale, arrivando a formare una decalogia entro il 2022. 

## Opere

### Cronache di Kencyrath(Chronicles of the Kencyrath)
Il ciclo, tuttora in stesura, consiste di una sequenza di romanzi direttamente interconnessi e di alcuni racconti reciprocamente autonomi.

#### Saga principale
1. God Stalk, Atheneum, 1982.
2. Dark of the Moon, Atheneum, 1985.
3. Seeker's Maks, Hypatia Press, 1994.
4. To Ride a Rathorn, Meisha Merlin, 2006.
5. Bound in Blood, Baen Books, 2010.
6. Honor's Paradox, Baen Books, 2011.
7. The Sea of Time, Baen Books, 2014.
8. The Gates of Tagmeth, Baen Books, 2017.
9. By Demons Possessed, Baen Books, 2019.
10. Deathless Gods, Baen Books, 2022.

#### Racconti minori
I primi quattro testi sono stati riuniti dall'autrice nella raccolta tematica Blood & Ivory: The Collected Tales of Jamethiel Priest's-Bane, Hypatia Press, 1994; i successivi tre sono stati composti appositamente per una riedizione espansa della raccolta intitolata Blood & Ivory: A Tapestry, Meisha Merlin, 2002; al 2023 i due racconti più recenti non sono mai stati antologizzati.
- "A Matter of Honor", nell'antologia Clarion SF, a cura di Kate Wilhelm, Berkley Medallion, 1977.
- "Child of Darkness", nell'antologia The Berkley Showcase: New Writings in Science Fiction and Fantasy, Vol. 2, a cura di Victoria Schochet e John W. Silbersack, Berkley Books, 1980.
- "Ossa" ("Bones"), nell'antologia Elsewhere vol. III, a cura di Mark Alan Arnold e Terri Windling, Ace Books, 1983. Trad. Roberta Rambelli nell'antologia Fantasy, a cura di Sandro Pergameno, Grandi Opere Nord 11, Editrice Nord, 1985.
- "Stranger Blood", nell'antologia Imaginary Lands, a cura di Robin McKinley, Ace Books, 1985.
- "Among the Dead", in Blood & Ivory: A Tapestry, Meisha Merlin, 2002.
- "Hearts of Woven Shadow", in Blood & Ivory: A Tapestry, Meisha Merlin, 2002.
- "Lost Knots", in Blood & Ivory: A Tapestry, Meisha Merlin, 2002.
- "The Talisman´s Trinket", nell'antologia in e-book Baen Books Free Stories 2011, Baen Books, 2011.
- "Songs of Waste and Wood", nell'antologia in e-book Baen Books: Free Stories 2014, Baen Books, 2014.

### Universo di Sherlock Holmes
Hodgell ha composto un racconto apocrifo con protagonista Sherlock Holmes, il personaggio di pubblico dominio creato da Sir Arthur Conan Doyle:
- "A Ballad of the White Plague", nell'antologia The Confidential Casebook of Sherlock Holmes, a cura di Marvin Kaye, St. Martin's Press, 1998.